# Yaba-Hita-Hikosan-Quasi-Nationalpark
Der Yaba-Hita-Hikosan-Quasi-Nationalpark (japanisch 耶馬日田英彦山国定公園 Yaba-Hita-Hikosan Kokutei Kōen) ist ein Quasi-Nationalpark im Norden Kyūshūs, der drittgrößten Insel Japans. Der am 29. Juli 1950 gegründete Park umfasst eine Fläche von 850,24 km² und erstreckt sich über die Präfekturen Fukuoka, Kumamoto und Ōita, welche daher für die Verwaltung des Parks zuständig sind. Mit der IUCN-Kategorie V ist das Parkgebiet als Geschützte Landschaft/Geschütztes Marines Gebiet klassifiziert. 

## Galerie

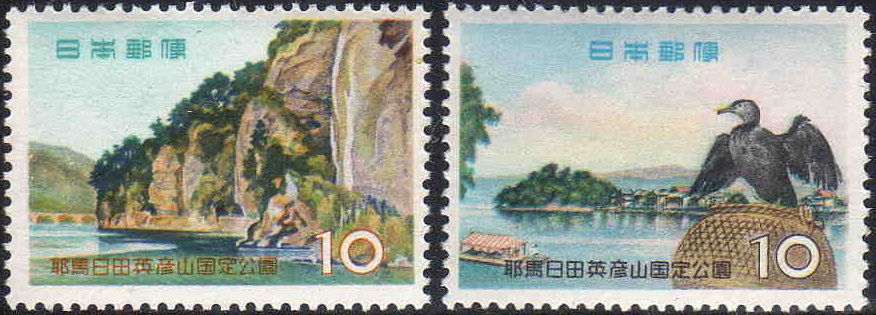
Briefmarken zum Quasi-Nationalpark
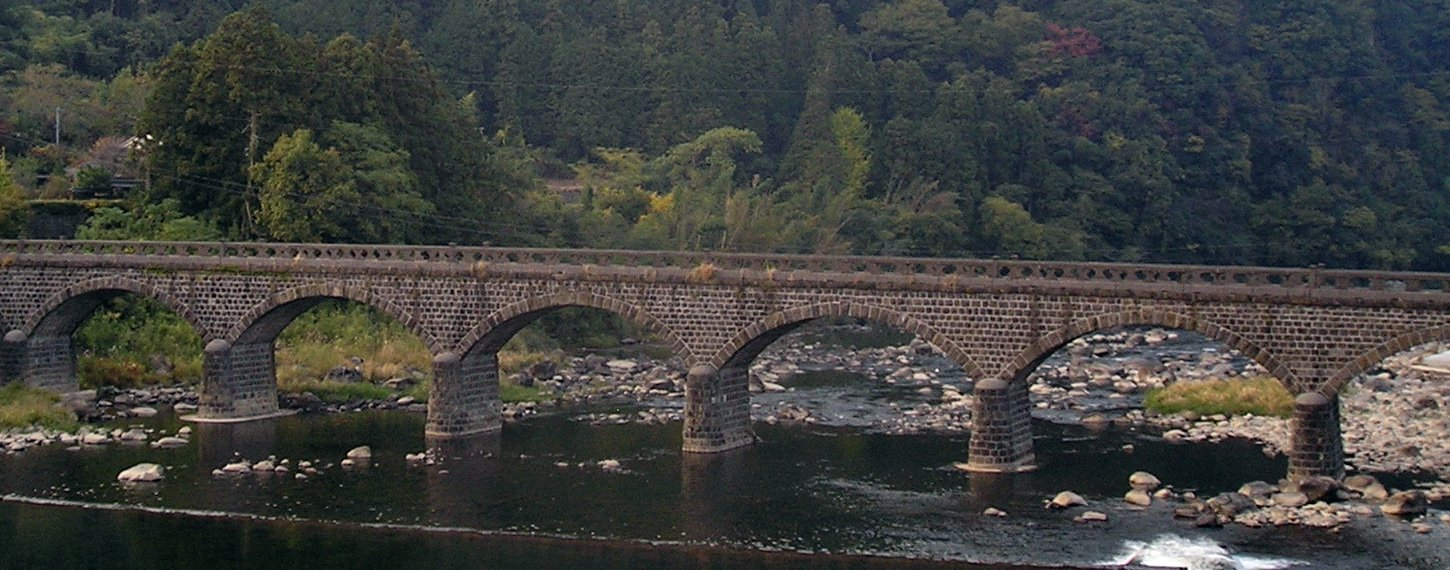
Yabakei-Brücke
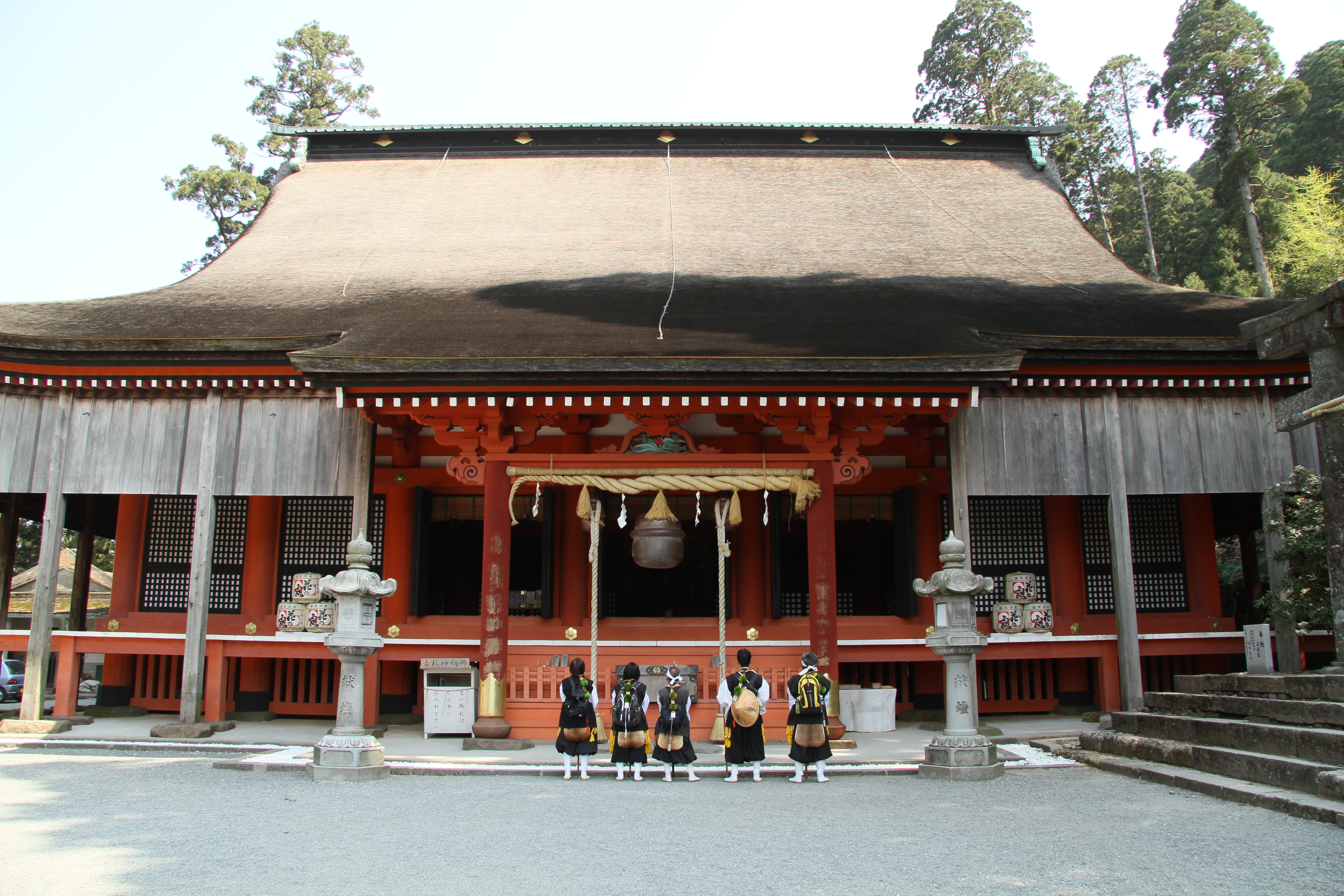
Hikosan-Schrein
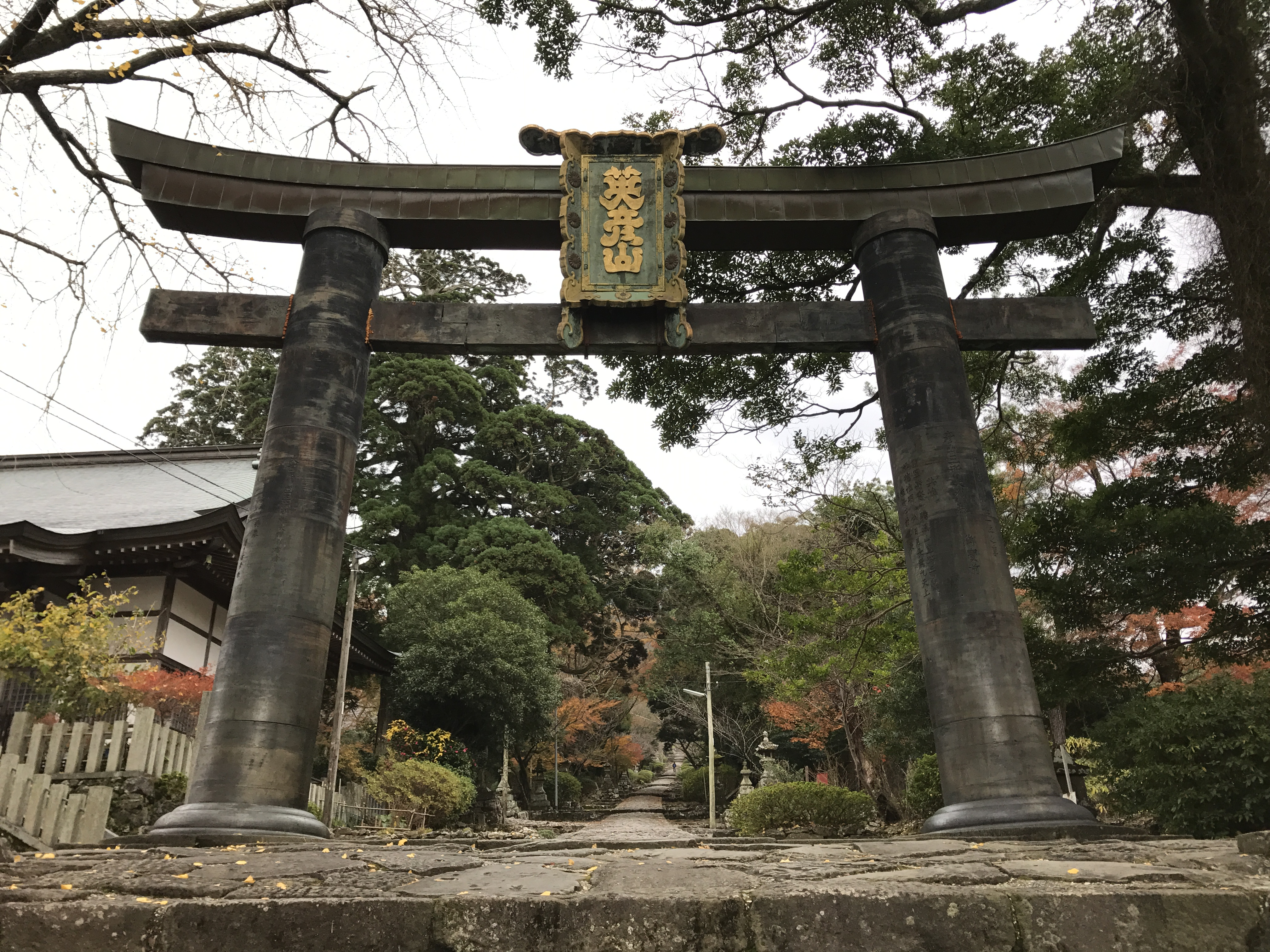
Bronze-Torii am Hikosan-Schrein